# Quintiães
Quintiães é uma povoação  portuguesa do Município de Barcelos que foi sede da extinta Freguesia de Quintiães, freguesia que tinha 3,92 km² de área e 644 habitantes (2011), tendo, por isso, uma densidade populacional de 164,3 hab/km².
A Freguesia de Quintiães foi extinta em 2013, no âmbito de uma reforma administrativa nacional, tendo sido agregada à freguesia de Aguiar, para formar uma nova freguesia denominada União das Freguesias de Quintiães e Aguiar da qual é sede.
Quintiães situa-se sensivelmente, a 12 quilómetros na direção norte de Barcelos. Localizada na vertente nordeste da serra de São Claudio - que tem inicio em Tregosa, na margem esquerda do Neiva, e desenvolvendo-se no sentido norte-sul, monte de Arefe (Durrães). Espraia-se então pelas freguesias de Fragoso, Aldreu, Palme, Penedo do Ladrão, etc., até se extinguir no acentuado declive de Vila Cova e São Claudio de Curvos. É de notar que o ponto mais alto da Serra de São Claudio, o monte São Gonçalo, tem 470 m de altitude. A freguesia estendia-se num amplo anfiteatro graciosamente adornado de vegetação pujante que "protege" o casario branco.
O nome da povoação vem de um termo visigótico significando "Villa", quinta de Quintila, hipocorisma de um nome pessoal de filiação germânica ou visigótica. É muito provável que a designação de Quintiães, encontre significado num senhorio feudal dono de várias quintas, das quais algumas chegaram aos nossos dias, como a Quinta do Assento, Quinta da Cabana, Quinta de Faria e Quinta de Moinho - Velho, ou Moinho Vedro.

## População
| População da freguesia de Pousa (1864 – 2011) | População da freguesia de Pousa (1864 – 2011) | População da freguesia de Pousa (1864 – 2011) | População da freguesia de Pousa (1864 – 2011) | População da freguesia de Pousa (1864 – 2011) | População da freguesia de Pousa (1864 – 2011) | População da freguesia de Pousa (1864 – 2011) | População da freguesia de Pousa (1864 – 2011) | População da freguesia de Pousa (1864 – 2011) | População da freguesia de Pousa (1864 – 2011) | População da freguesia de Pousa (1864 – 2011) | População da freguesia de Pousa (1864 – 2011) | População da freguesia de Pousa (1864 – 2011) | População da freguesia de Pousa (1864 – 2011) | População da freguesia de Pousa (1864 – 2011) |
| --------------------------------------------- | --------------------------------------------- | --------------------------------------------- | --------------------------------------------- | --------------------------------------------- | --------------------------------------------- | --------------------------------------------- | --------------------------------------------- | --------------------------------------------- | --------------------------------------------- | --------------------------------------------- | --------------------------------------------- | --------------------------------------------- | --------------------------------------------- | --------------------------------------------- |
| 1864                                          | 1878                                          | 1890                                          | 1900                                          | 1911                                          | 1920                                          | 1930                                          | 1940                                          | 1950                                          | 1960                                          | 1970                                          | 1981                                          | 1991                                          | 2001                                          | 2011                                          |
| 470                                           | 444                                           | 424                                           | 435                                           | 466                                           | 464                                           | 434                                           | 480                                           | 545                                           | 534                                           | 501                                           | 623                                           | 688                                           | 693                                           | 644                                           |

## Heráldica
O Brasão é constituído por uma árvore, do qual realça a floresta dominante no povoado; a roda do moinho de água (Azenha) faz evocação a indústria moleira do passado e as sete cruzes, lembram os sete castelos nacionais, simbolizam as sete capelas das principais devoções religiosas da comunidade.

## Geografia

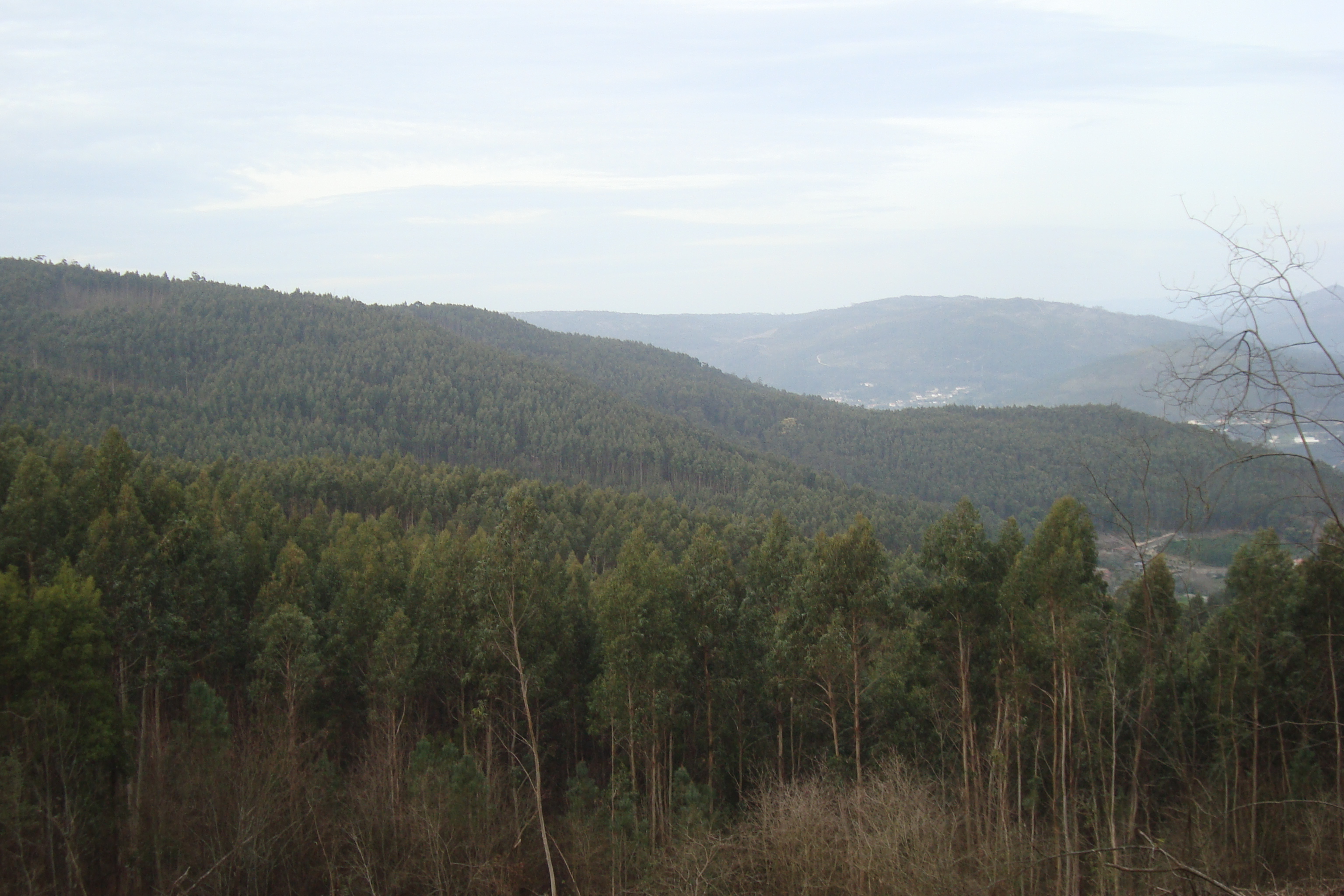
Serra de São Cláudio, onde se encontra inserida à freguesia de Quintiães.

Situada no resguardo de duas encostas do monte de Arefe, Serra de São Claudio, na bacia hidrográfica do rio Neiva, tem uma rica zona florestal montanhosa, do qual nascem dois rios, no lado sul nasce um ribeiro no "penedo da risca", passa por Friofe e Santa Marinha e no lado Norte nasce o Ribeiro de Sarnados que nasce em Bustelo, o ribeiro do lado sul é mais caudaloso, quanto ao ribeiro de Sarnados é muito menos caudaloso e no verão pode chegar a secar. 
A floresta é constituída maioritariamente por eucaliptos, pinheiros Bravos, em minoria por Sobreiros, Carvalhos e Castanheiros. A floresta primitiva era maioritariamente composta pelas árvores que agora estão em minoria, de facto o eucalipto assumiu uma forte presença omnipresente na floresta de Quintiães, situação igual em todo o país, considerada uma árvore invasiva. Esta alterou significativamente a biodiversidade da zona, fruto do favorecimento económico desta arvore. 
Existem arbustos de pequeno porte, como a mimosa e a giesta. Quanto as plantas rasteiras, temos os fetos, o mato e a silva.
A fauna e a sua biodiversidade esta ameaçada devido a exploração excessiva dos recursos, é de destacar: ouriço-cacheiro, lebre, raposa e esquilo-vermelho.
Existem repteis, como a lagartixa-ibérica, lagartos, e algumas cobras do norte de Portugal, que são relativamente venenosas, mas não é habito atacar os seres humanos, exceto se se sentirem ameaçadas.
Aves: corvo, gaio, pintassilgo e aves de rapina.
A floresta de Quintiães sofreu em Junho de 2006, um grande incêndio que afetou a maior parte da floresta, assim como outros incêndios posteriores que provocaram graves problemas econômicos e ambientais para a freguesia.

## Toponímia de Quintiães
A freguesia estava organizada por ruas, sendo que alguns nomes dos antigos lugares, transitaram para o nome da rua.

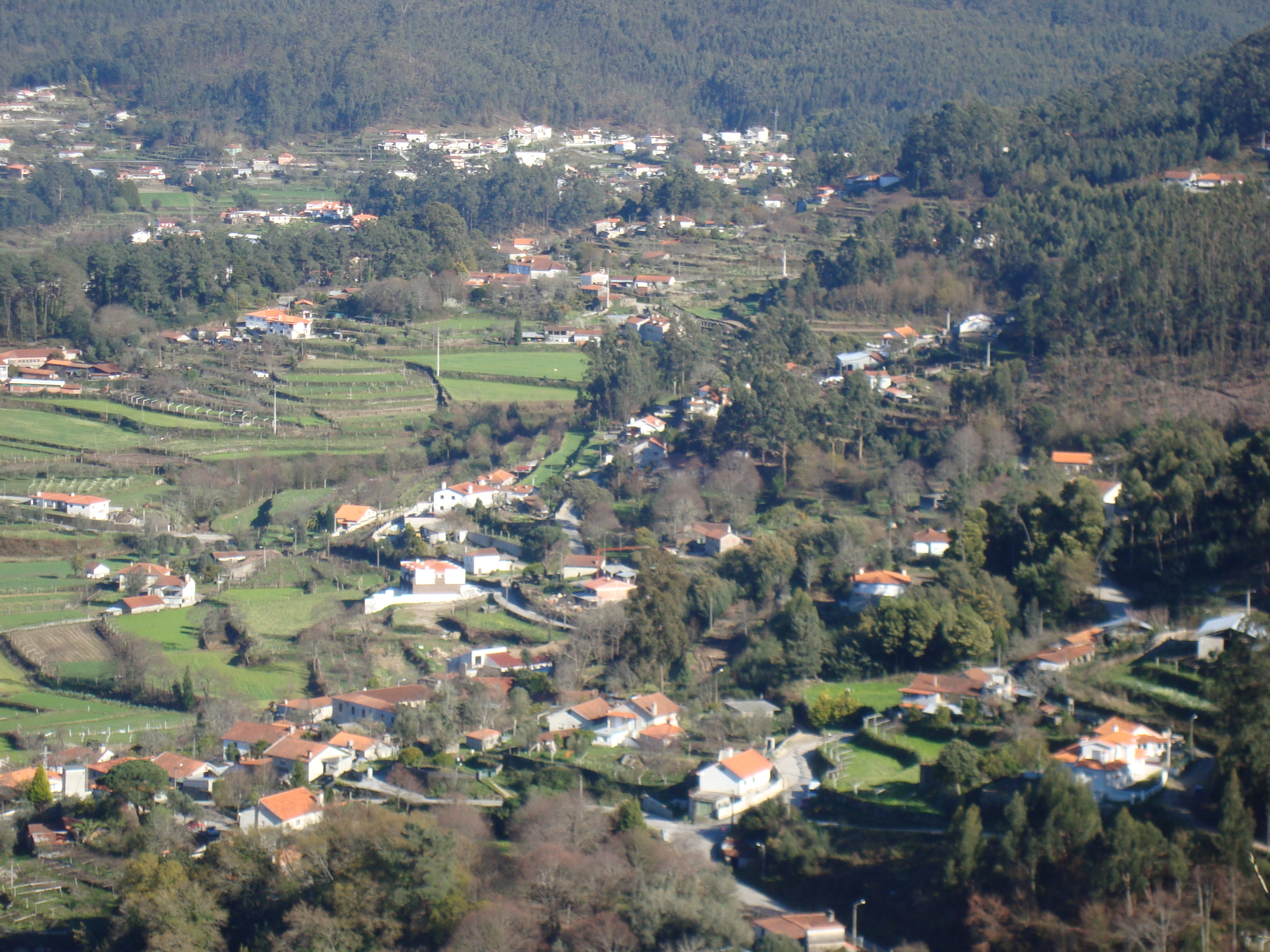
Vista panorâmica de Quintiães, fotografia tirada no inverno.

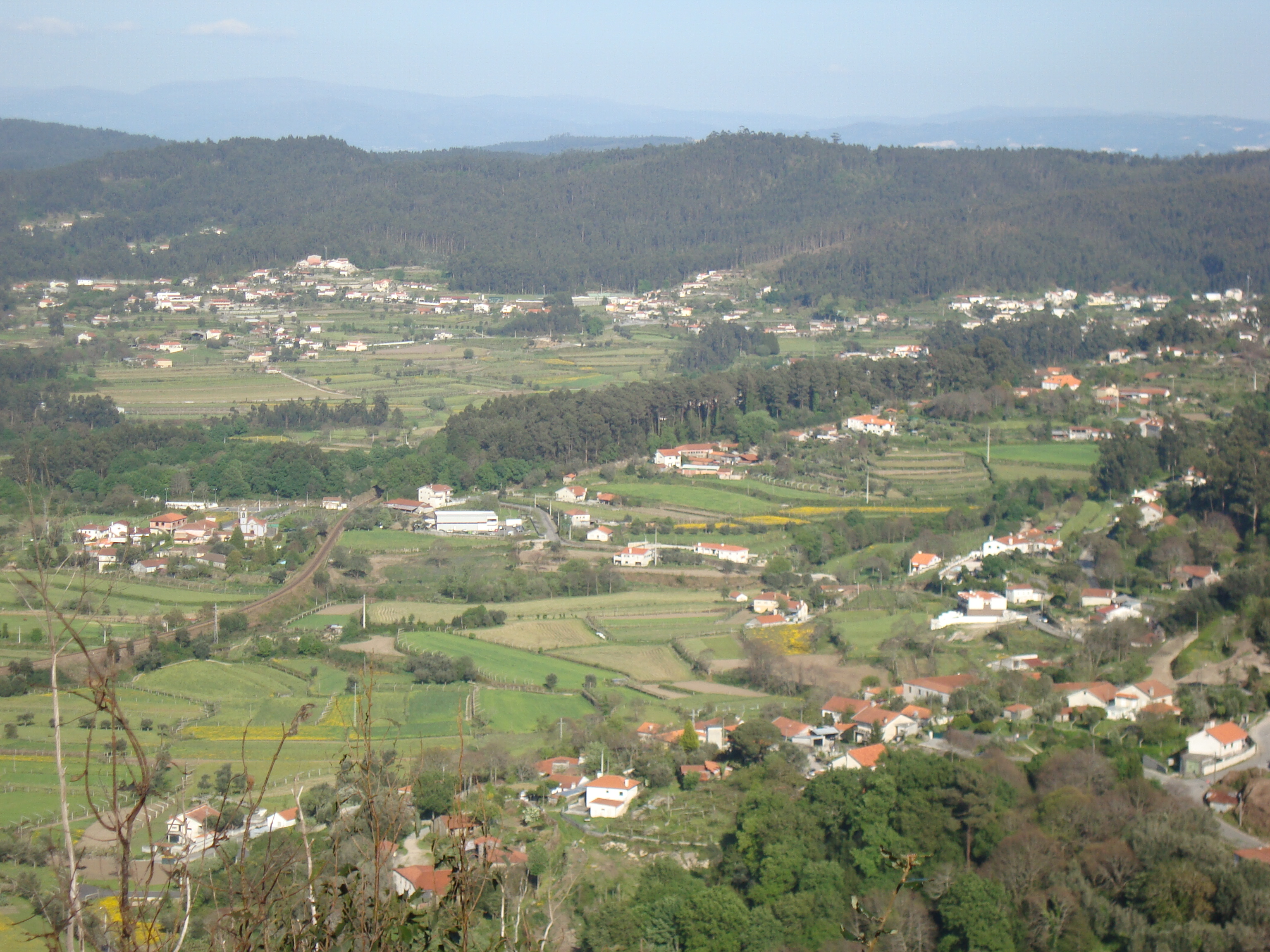
Vista panorâmica de Quintiães, fotografia tirada no início da Primavera.

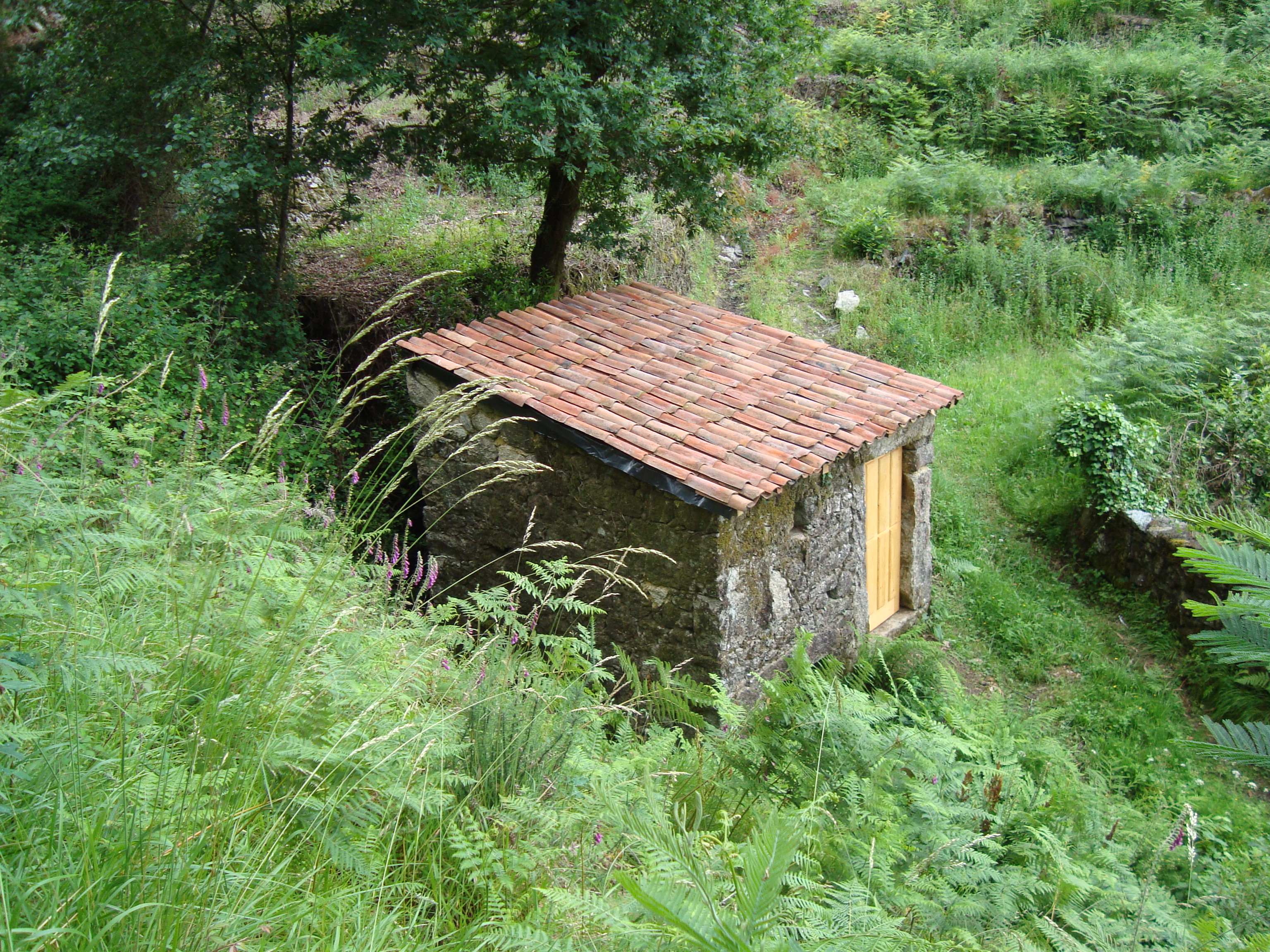
Moinho de Rodízio no ribeiro de Sarnados.

## História de Quintiães
Vestígios arqueológicos confirmam que a freguesia já era habitada na idade do ferro, e mesmo na pré-história. Como em outras freguesias da bacia do Neiva, os habitantes residiam em lugares castrejos fortificados em zonas elevadas, sendo o de Santa Marinha o único conhecido na freguesia, alimentado pelas zonas de cultivo de Friofe e servido pelo ribeiro de Santa Marinha. Destaca-se que a muralha desta aglomeração primitiva, terá servido para a construção da capela com o nome da santa que deu ao lugar. 
Com o domínio romano, os residentes dos lugares castrejos terão abandonado paulatinamente estes aglomerados habitacionais, para irem residir nas zonas mais planas do bacia hidrográfica do Rio Neiva.
No fim do Império Romano do ocidente e o começo da Idade Média, o território da freguesia estava dividida em duas paroquias, à de Friofe e à de Quintiães. A palavra Friofe vem do termo germânico Fredulfi, que significa "Vila", a paroquia de Friofe ficava numa planície no alto do monte, a uma determinado período a população terá desistido de morar em essa zona, porque houve um decréscimo populacional significativo,l o que causou a incapacidade de poder sustentar o tributo ao pároco, segundo uma lei visigótica, onde residissem 10 servos estes poderiam ter um pároco.
A palavra Quintiães aparece nas inquirições de 1220 e 1258, o termo parecia significar terras de uma quinta ou várias quintas de nobres, hoje em dia existem vestígios de várias quintas que "retalhavam" o povoado cada uma com muitas terras de cultivo.
As quintas que atualmente existem na localidade são: Casa dos Assentos, Casa da Cabana , Quinta de Faria , Casa de Fate e Casa das Fontainhas ,sendo o proprietário de esta última, nos princípios da sua fundação, um clérigo.
Na Idade Média alta a família Barbosa de linhagem nobre e proveniente de Espanha, assentaram senhorio na Torre de Aborim, freguesia de Aborim, mas na realidade partilhavam a sua vida religiosa e social em Quintiães, tendo ajudado a construção de uma capela de estilo gótico na atual Igreja.
A Igreja de Quintiães em tempos primitivos se situaria não muito longe da atual. Na casa do Assento foram encontradas pedras batismais e pedras romanas durante o princípio do século passado.
Os donos das terras de cultivo pagavam um foro ao Convento de Carvoeiro, existem ainda recibos do século XIX do pagamento do tributo ao convento de Carvoeiro.
No século XIX é construída a linha do Minho passando o traçado dentro da localidade e a estação mais próxima seria na freguesia de Aborim (Estação de Tamel), projetado  definitivamente a povoação ao progresso económico-social e consequentemente o bem estar.
Até em princípios do século passado chegou a existir populações em zonas muito altas do monte da Barra, é de destacar a casa da Penancha hoje em ruínas acentuadas, a casa tem vestígios etnológicos da lavoura primitiva.

## Etnologia

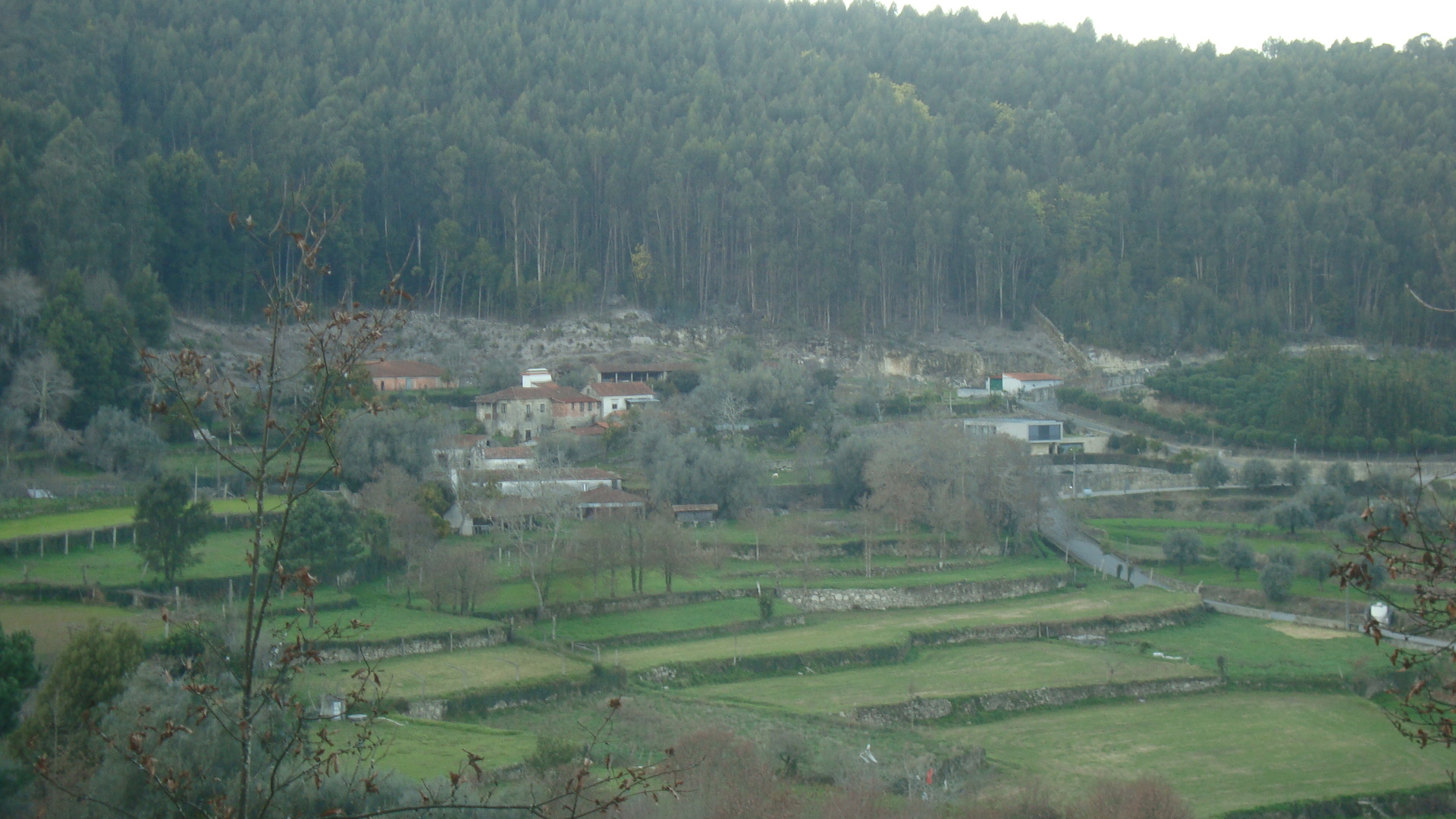
Casa da Cabana.

A Etnologia em Quintiães, encontra-se em declínio como qualquer aldeia do litoral , a tradicional cultura campestre sofreu mutações, devido aos avanços tecnológicos e a globalização. Assim que os acessos melhoraram e o poder de compra permitiu a compra de um veículo próprio, os habitantes deixaram de trabalhar exclusivamente na agricultura para trabalhar em fabricas, sobretudo as mulheres, que passaram de uma fase de "Mulher da Casa" para o mundo da emancipação.
Continua ainda a existir uma economia de subsistência mas mais enfraquecida, os preços baixos dos alimentos tornou obsoleto o cultivo próprio.
Antigamente produziam-se os utensílios diários, a roupa, ferramentas e etc, só existindo a troca ou a venda de produtos na feira semanal na sede do concelho (Barcelos), distante a uns 13 quilómetros, sendo percorridos na maioria das vezes a pé. O comboio, embora já operacional nos fins do século XIX, a viagem para Barcelos ainda era muito dispendiosa durante as década de 40 e 50 do século passado.
Além das quintas existentes em Quintiães que se dedicavam exclusivamente à lavoura, empregando jornaleiros, existiam os pequenos proprietários que possuíam terras e uma casa razoavelmente digna de habitar construída maioritariamente em pedra, abundante no povoado, sendo o piso de soalho (madeira)e o telhado revestido de telha portuguesa. Os vestuários eram produzidos com fios de linho, em teares manuais, o vestuário produzido incluía mantas, calças, camisas e etc. As camisolas eram de lá. O linho era cultivado intensivamente e proporcionava bons lençóis no verão, eram de facto muito frescos.
O cultivo da terra era bastante duro e rudimentar, incluía como utensílios a "enxada", e algumas ferramentas manuais para cortar raízes além de também se usar raramente a pá, mas a grande parte destes utensílios já eram feitos em ferro fundido ou até aço. O arado para lavrar a terra era puxado sempre por uma junta de bois, e o transporte das colheitas eram feitas em carros de puxados também por bois. Nas terras de cultivo com grande área e boa exposição solar, eram cultivados: o milho, centeio, feijões e outros mais. Perto da moradia existia a terra chamada "Horta", onde se cultivavam hortaliças.
O milho era moído em moinhos de água, sendo na maioria das vezes devido ao desnível do caudal, utilizado o método de azenha, a água do ribeiro era guiada num caleiro onde fazia rodar uma roda vertical, a água caia nos copos, que pela altura da queda e o peso fazia andar a roda, sendo esta roda ligada a uma engrenagem onde depois ligava finalmente a mó. Existiam situações em que era necessário construir um moinho de rodízio, a água do ribeiro era "injetada" contra as pás que esta por sua vez estava ligada directamente a mó, esta girava a mesma velocidade angular da roda.O milho moído então servia como farinha para produzir o pão típico do Minho, a Broa.
O vinho produzido é o vinho verde, um vinho mais amargo que o vinho maduro, as vides eram tratadas e cuidadas por cima de "Esteios", a uva recolhida era moída num sistema de dois rolos que giravam manualmente em sentido oposto , a uva então moída é depositada num recipiente de madeira em grandes dimensões (dorna), era depois prensada numa prensa manual para extrair o resto do sumo, que depois  este sumo era armazenado em toneis para "fermentar", os toneis eram armazenados na "Loje" a zona mais fresca da casa, onde também se armazenava a carne salgada e toucinho normalmente de porco .
A maioria das pessoas não tinham instrução liceal ou universitária e a grande parte das vezes nem sabiam ler e escrever, sendo a escola primária mais próxima na década de 50 do século passado perto de Gandara-Neiva que distava aproximadamente 3 quilómetros percorridos na maioria das vezes a pé, por caminhos íngremes e pedregosos.

## Azenhas e Moinhos de Quintiães
Pela freguesia de Quintiães cursavam dois ribeiros que descem as encostas, sendo o mais caudaloso o da encosta de Santa Marinha. Ambos os ribeiros desaguam no Rio Neiva.

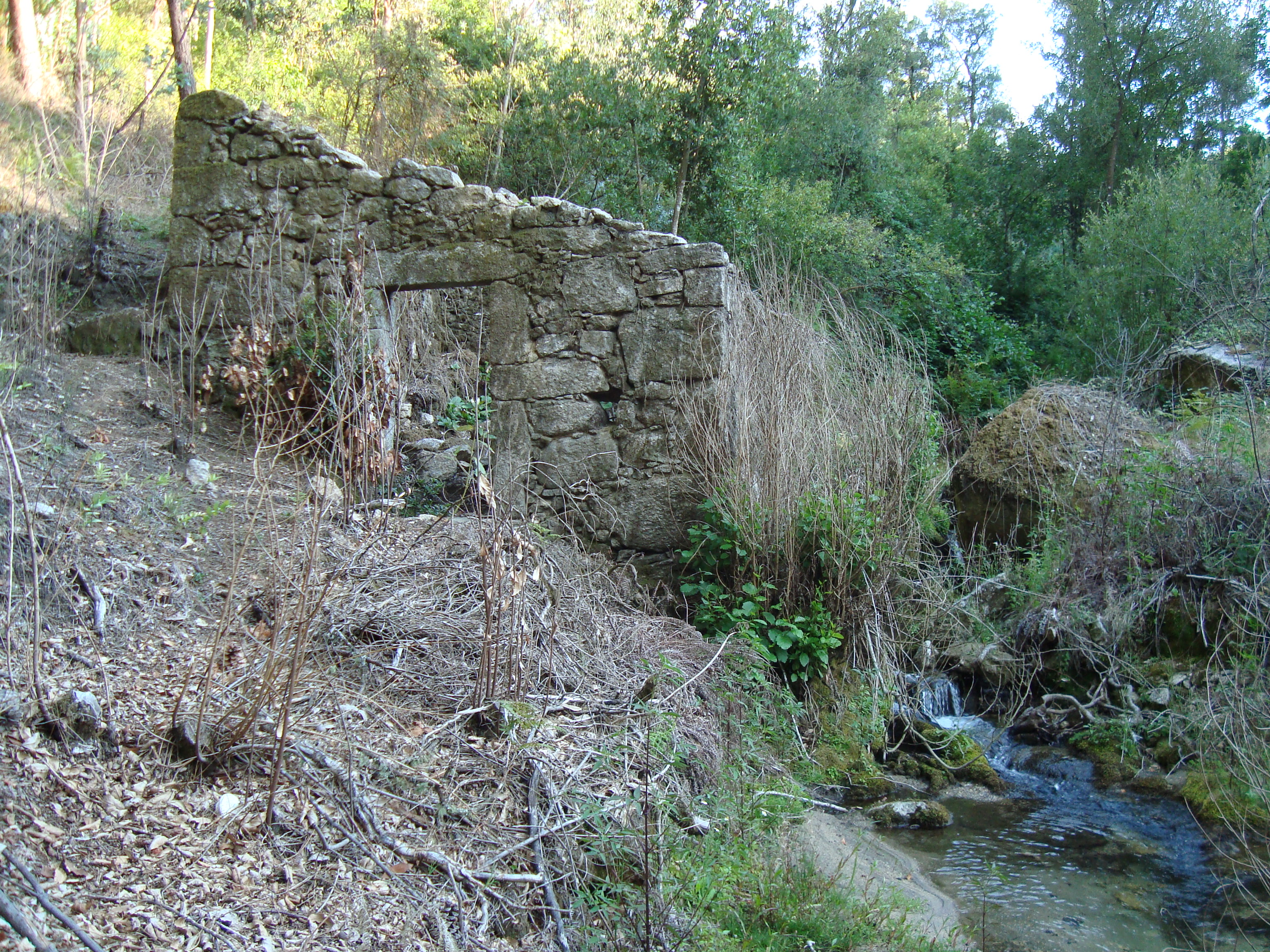
Moinho de Rodizio no ribeiro de Santa Marinha.

### No Ribeiro de Santa Marinha
Ribeiro ao sul da freguesia, nasce no alto de Friofe, desde o "penedo da risca".

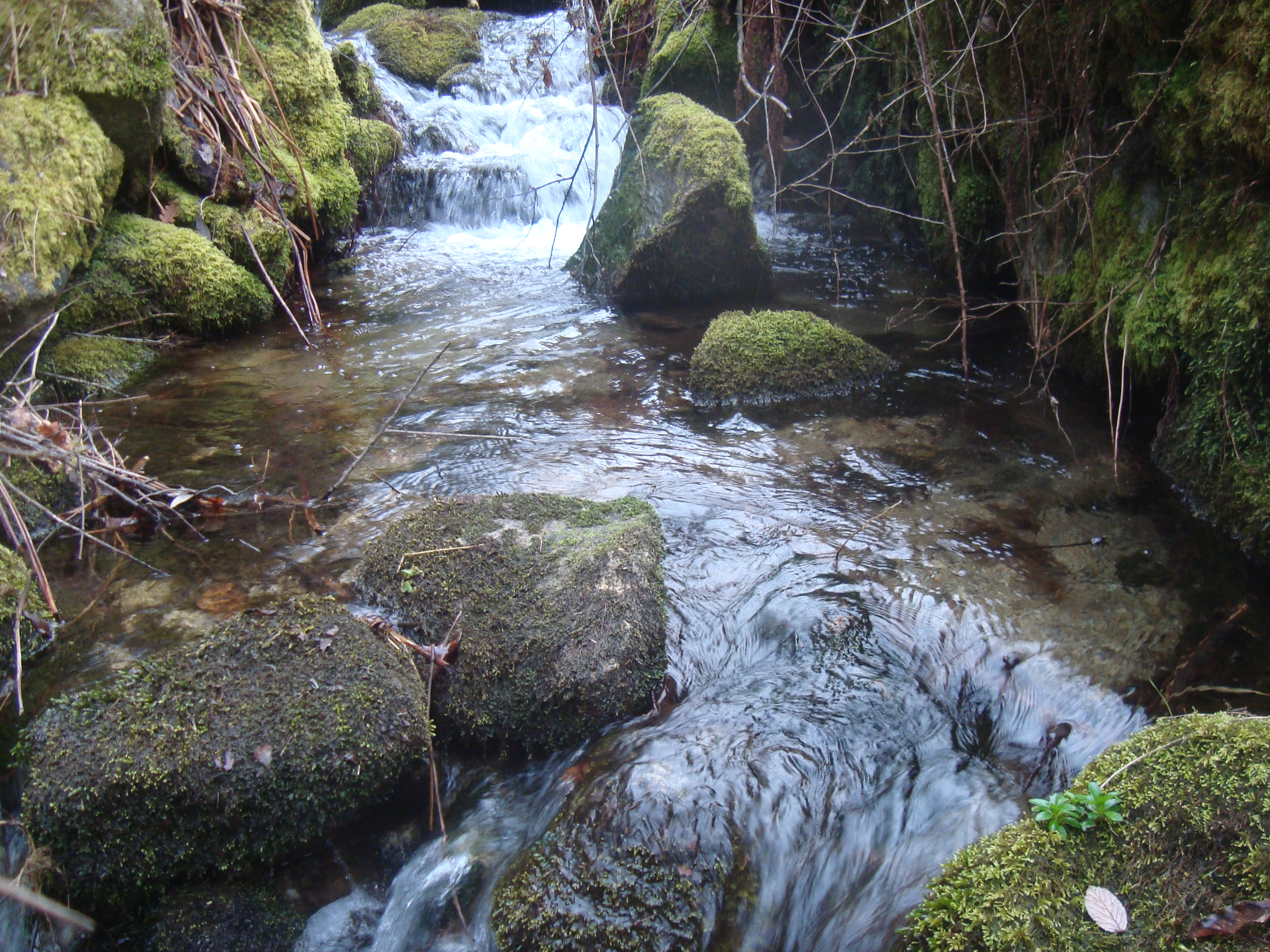
Ribeiro de Santa Marinha - Zona de Friofe.

Moinho situado ao fundo das terras de Friofe, com roda caneleira interior. Desconhece-se o proprietário;
Moinho situado à entrada da mata de Faria, hoje muito destruído, cujo proprietário também ignoramos;
Moinho situado ao meio da mata de Faria, com roda caneleira exterior. Há pessoas que se recordam de o ver trabalhar;
Moinho ou azenha da Casa das Mendanhas, com roda caneleira exterior. Já só existe ruínas. Era de uso familiar;
Azenha do Dr. Félix Machado, Com roda copeira exterior.
Encontra-se em bom estado de conservação; Azenha de Joaquim Afonso, o "Felicio", com roda copeira exterior. Também se encontra em bom estado de conservação.

### No Ribeiro de Sarnados
Ribeiro ao norte da freguesia, nasce em Bustelo, no alto do monte, propriamente nas zonas das bouças. Os engenhos de moagem estavam localizados relativamente perto das moradias. 

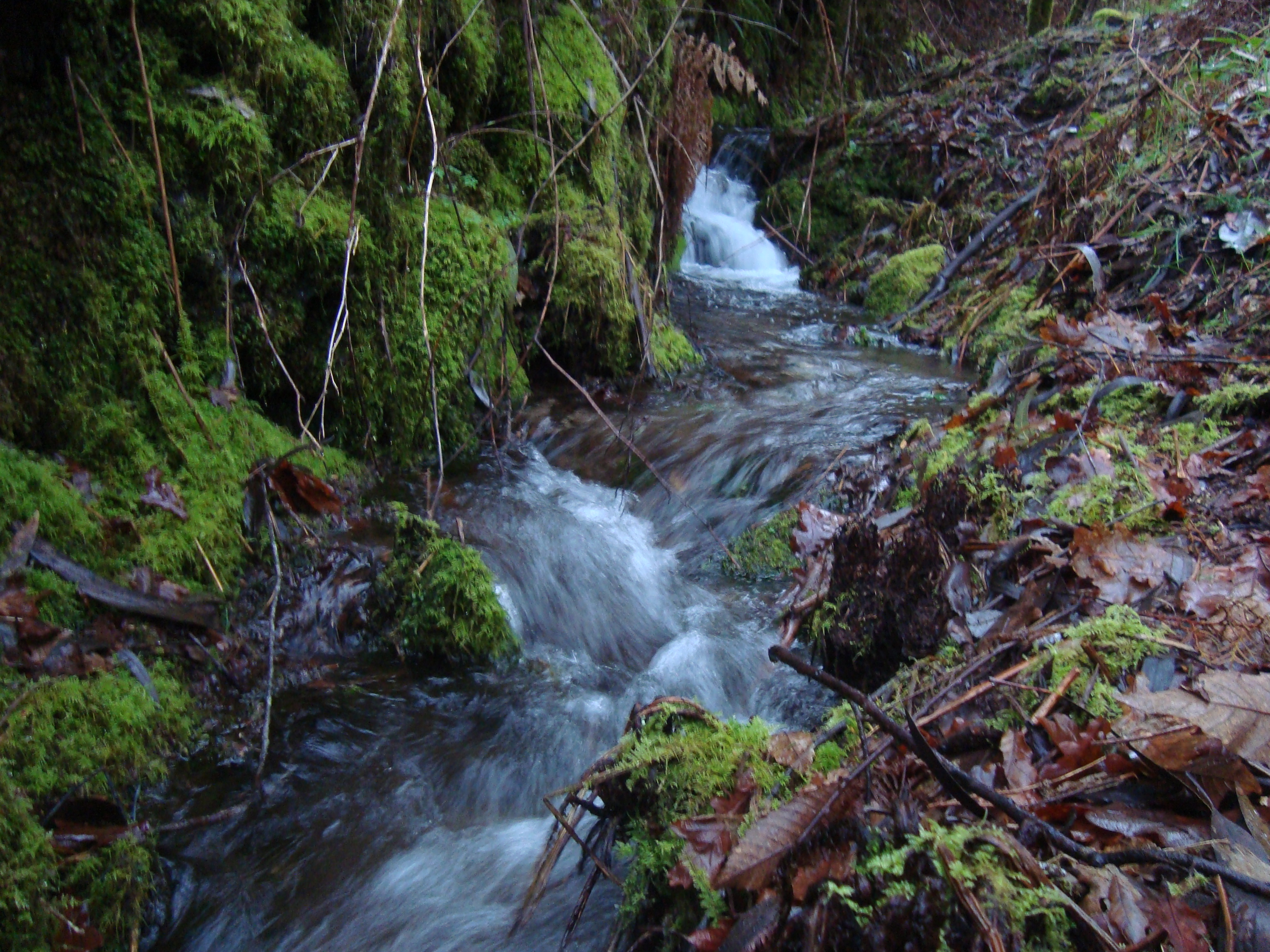
Ribeiro de Sarnados

Moinho de Teresa Fernandes do Vale, da Barra, no Lugar de Sarnados. Tinha roda interior de rodízio e caleira ou cubo de água em pedra ou madeira;
Azenha, junto a fonte de Sarnados, entre as duas poças. Propriedade dos irmãos António e Rosa Marques Coutinho.
Moinho de Manuel da Barra, trinta metros abaixo da azenha anterior. Era de Rodízio e com utilização familiar, esta recuperado;
Azenha dos Lazeiras, de uso particular e público mediante maquia. A roda copeira exterior era grande, de uns quatro ou cinco metros de diâmetro. Pertencia a Joaquim Sousa de Jesus e Esposa Isabel Marques Coutinho, cujo filho Alípio Coutinho emigrante na Argentina dotou esta azenha de um motor de combustão interna, suprindo de este modo a falta de água no verão, encontra-se em razoável estado de conservação;
Azenha da Cabana cem metros abaixo da anterior. Foi alugada e explorada por Joaquim Lazeira que vivia da moagem a tempo inteiro. Este moleiro administrava quatro azenhas: duas arrendadas a casa da Cabana e duas dele próprio. Chamavam-lhe azenha do tinta, do Sousa, a de cima e a do meio; Azenha dos Sousas, da casa da Fontainha. Tinha roda copeira de grande diâmetro e copos muito densos. Esta em ruínas;
Azenha do Madanelo ou Cabana, para uso particular; Azenha da Casa de Fate, que é a última, a roda exterior era de diâmetro reduzido e de copos grandes, mas com engrenagem especial na roda de carrinho;
Moinho de Joaquim Felix Machado e da sua esposa Rosa, alimentado com água de Sarnados. Foi vendido a casa de Fontesecas. Situava-se no Lugar da Barra ou Monte;
Moinho de Joaquim Lazeira, no Lugar do Monte. Era de tração animal. Geralmente um burro. A roda que o burro, ou a junta de bois, movia era enorme diâmetro, de tal maneira que uma só volta do animal, por engrenagem, produzia trinta e seis rotações da mó.

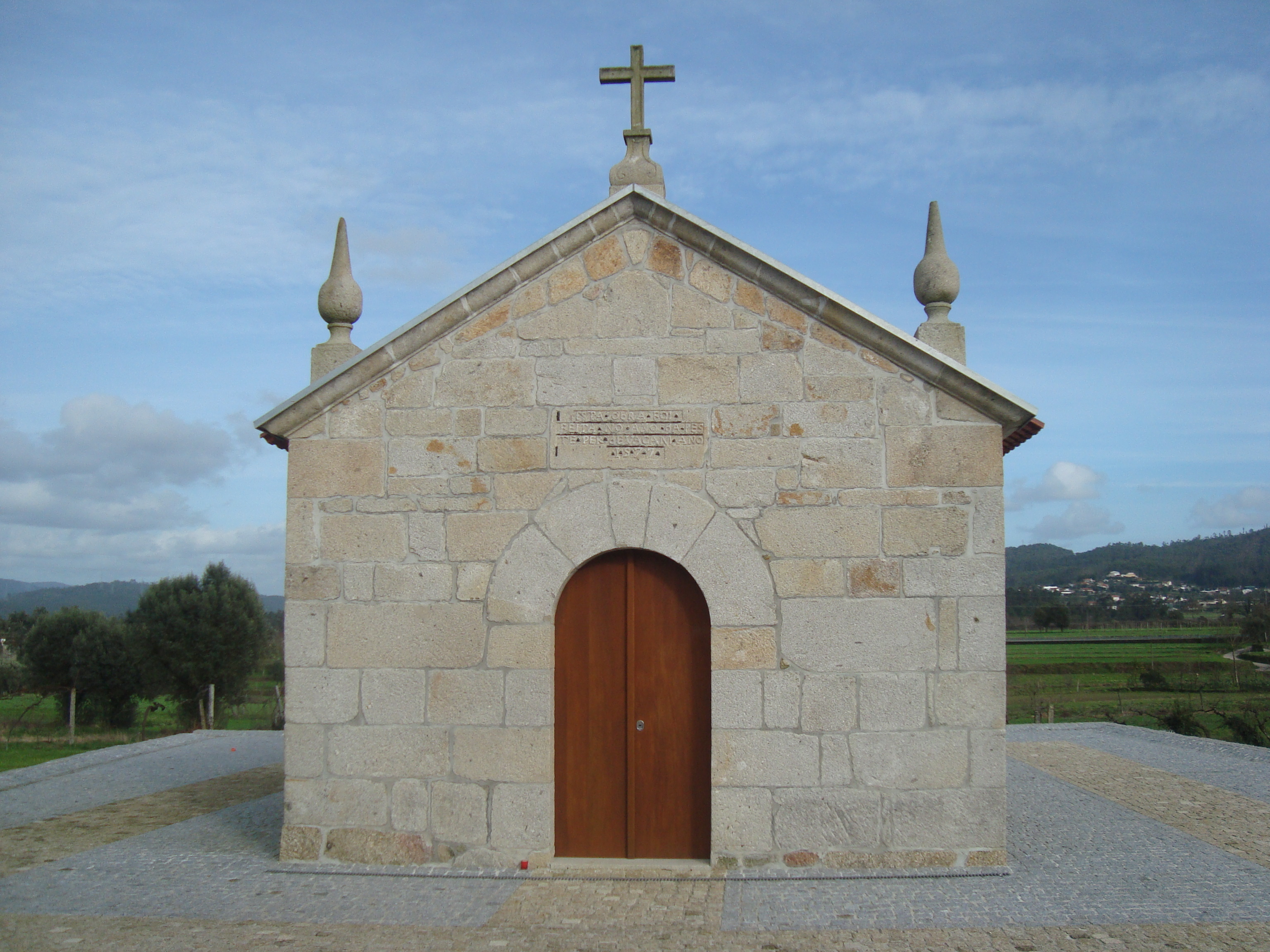
Capela de São Sebastião. Erguida no século XVI, numa altura que as pestes assolavam o país.

## Património
- Igreja Paroquial
- Cruzeiros (5)
- Capela de S.Sebastão
- Capela de S.Frutuoso
- Capela de Santa Marinha
- Capela da Nª. Srª. de La Salete

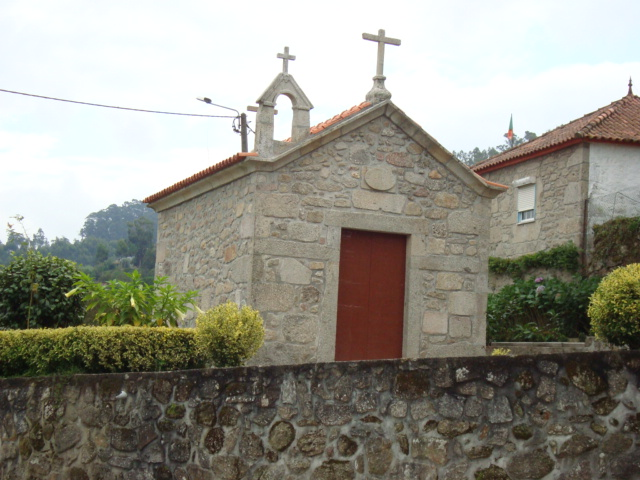
Capela de São Frutuoso.

- Casa dos Assentos - casa do século XVIII - Turismo de Habitação
- Casa das Cabanas
- Casa de Eira Vedra
- Quinta de Faria
- Casa de Fate
- Casa das Fontainhas
- Casa de Moinho Vedro

## Padroeira e Festividades
Dia da Padroeira N. Sra. da Expectação ou N. Sra. do Ó (18/12) e festas de S. Sebastião (20/1), S. Frutuoso (16/4), S. S. Sacramento ou Corpo de Deus (Junho), Sta. Marinha (18/7), Sto. António e  N. Sra. do Rosário (7/10).

## Locais de Interesse Turístico
Casa dos Assentos (T.E.R.), da Agrela, da Cabana, da Fontainha e de Faria e Miradouros do lugar de Cachada e da Capela de Santa Marinha (de onde se pode avistar as cidades de Barcelos, Ponte de Lima e Viana do Castelo).